# Patrice Brun (historiador)
Patrice Brun, nacido en Pessac (Gironda) en 1953, es un historiador francés, especialista en la Antigua Grecia y en epigrafía griega. Sus investigaciones se han dirigido a la historia de la Grecia clásica y helenística. De 2009 a 2012, fue presidente de la Universidad Bordeaux-Montaigne de Burdeos.

## Biografía
Patrice Brun estudió en el Lycée Michel-Montaigne de Burdeos. Cursó estudios de historia y de filosofía en la universidad Burdeos 3. Obtuvo la licenciatura en historia en 1975. En 1976 publicó La guerre et l'économie en Grèce à l'époque classique. Fue nombrado agregado de historia en 1977. Fue doctor de la Universidad de Burdeos 3, en 1981, y titular de una habilitación para dirigir Investigaciones, en 1995.
Entre 1977 y 1991, ejerció como docente durante catorce años en la enseñanza secundaria. Fue profesor en un colegio en el Sena Marítimo durante siete años, después enseñó en el colegio Cadillac de Gironda. Ha sido sucesivamente elegido maître de conférences en la Universidad de Burdeos III (1991), Profesor de universidad en la Universidad del Maine (1996), de Torres (1999) y finalmente de Burdeos 3 (2002). Implicado en el sindicalismo universitario, militó como Sup'Recherche-UNSA en numerosas instancias paritariass en el Conseil national de l'enseignement supérieur et de la recherche (CNESER), de 1998 a 2002, en el CTPU (Comité Technique Paritaire des personnels de statut Universitaire) de 2001 a 2004, en el CNU (Conseil national des universités) de 2003 a 2007). Ha sido presidente de la  Société des Professeurs d'Histoire Ancienne de l'Université (Sophau) de 2007 a 2009. En marzo de 2015 fue nombrado miembro sénior del Instituto universitario de Francia a partir del 1 de octubre de 2015.
Ha publicado numerosas obras sobre la historia del mundo griego, esencialmente de la época clásica, así como una selección de inscripciones atenienses traducidas. Sus trabajos históricos versan sobre el sistema democrático ateniense, siguiendo la tradición histórica universitaria de Gustave Glotz, Paul Cloché y Claude Mossé.

## Responsabilidades administrativas
El 1 de abril de 2009,  fue elegido presidente de la Universidad Bordeaux-Montaigne III. El 11 de enero de 2011, fue nombrado vicepresidente de la Universidad de Burdeos. Ha marcado su oposición a la ley LRU, llamada Ley Pécresse de 2007 y acompañó al movimiento estudiante y docente contrario a la reforma del estatus de los enseñantes-investigadores y a la relativa a la masterización, al tiempo que fue elegido presidente de la universidad. Se le considera próximo al Partido Socialista pero no ha ejercido nunca un cargo electo. Apoyó a François Hollande durante las primarias presidenciales socialistas de 2011.
Sus posicionamientos, sobre todo a través de sus comunicados, han concitado críticas de parte del Mouvement des étudiants (Movimiento de estudiantes), que le reprocha su falta de neutralidad política. Eligió no representarse en la función de presidente. apoyando la candidatura de su antiguo adjunto Jean-Paul Jourdan. Como consecuencia de la anulación del escrutinio por el Tribunal Administrativo y después por la Corte Administrativa de Apelación, fue administrador provisional de junio a octubre de 2012 antes de que Jean-Paul Jourdan fuera reelegida para la presidencia. Ha retomado a la salida de su mandato sus funciones de profesor de historia griega en su universidad de origen.
Publicó en diciembre de 2013 sus memorias de su etapa como presidente con el título De la renonciation comme acte politique. Chroniques d'une présidence d'université, 2009-2012 aux éditions du Bord de l'Eau (Bordeaux) [De la renuncia como acto político. Crónicas de una presidencia de universidad, 2009-2012", en ediciones Bord de l'Eau  (Burdeos)].

## Obras
- Eisphora, syntaxis, stratiotika : recherches sur les finances militaires d'Athènes au IVe siècle av. J.-C., Belles Lettres/Annales littéraires de l'université de Besançon, Besançon, 1983.[7]
- Les Archipels égéens, V° - II° siècles av. J.C., París, Les Belles Lettres, 1995[8]
- L'orateur Démade. Essai d'histoire et d'historiographie, Burdeos, Editions Ausonius, 2000[9][10]
- Le monde grec à l'époque classique 500-323 av. J.-C., París, Armand Collin, 2003
- Impérialisme et démocratie à Athènes. Inscriptions de l'époque classique, París, Armand Collin, 2005
- La bataille de Marathon, París, Larousse, 2009
- De la renonciation comme acte politique. Chronique d'une présidence d'université, Bordeaux III, 2009-2012, Le Bord de l'eau, 2014
- Démosthène : rhétorique, pouvoir et corruption. París: Armand Collin. 2015.